# Люксембурзька національна бібліотека
Люксембурзька національна бібліотека (фр. Bibliothèque nationale de Luxembourg, люксемб. Lëtzebuerger Nationalbibliothéik) — національна бібліотека держави Люксембург та найбільша бібліотека країни.

## Історія
Бібліотека була заснована французькою адміністрацією в 1798 році як міська бібліотека Люксембурга. З 1849 року бібліотека стала державною, а 1899 року одержала статус національної. Перший бібліотечний каталог в 1846 році описував 9978 томів. З 1903 року бібліотека вела рукописний каталог на картках. 1973 року було споруджено сьогоднішнє приміщення бібліотеки на бульварі Рузвельта № 37. Бібліотека має ще дві філії та два книгосховища рідкісної книги. Найціннішими книгами бібліотеки є 840 рукописних книг та 150 інкунабул.
Бібліотека збирає всі публікації, що з'являються в Люксембурзі, а також всі видання, пов'язані з Люксембургом, що виходять в інших країнах. Закон про обов'язковий примірник від 10 серпня 1992 року зобов'язує люксембурзькі видавництва надсилати до бібліотеки обов'язкові примірники. «Люксембургензіана» (Luxemburgensiana) становить 150 000 томів. Бібліотека веде Люксембурзьку національну бібліографію (Bibliographie luxembourgeoise).
Загальні фонди бібліотеки становлять 750 000 томів та 3 600 передплат журналів. Більше 30 000 томів знаходяться у вільному доступі в читальному залі. Щорічно бібліотека збагачується на 10 000 томів. Бібліотекою можуть користуватися читачі з 16 років.
У 1985 році бібліотека виступила з ініціативою створення бібліотечного об'єднання зі спільним каталогом, зараз bibnet.lu об'єднує 35 бібліотек, його каталог вільно доступний через інтернет.

## Біла пліснява
Неналежні умови зберігання книжок у підвальному приміщенні бібілотеки призвели до поширення так званої «білої плісняви», яку було виявлено на початку 2010 року. Пліснява охопила майже один кілометр книжкових полиць. Вражені книжки довелося негайно вилучити з каталогу bibnet.lu. Наразі читачі не мають можливості користуватися цими виданнями. 